# Habronattus ocala
Habronattus ocala là một loài nhện trong họ Salticidae.
Loài này thuộc chi Habronattus. Habronattus ocala được Griswold miêu tả năm 1987.